# Sylvestre Amoussou
Sylvestre Amoussou (31 de diciembre de 1964) es un actor y director de cine beninés. Es conocido por su película de 2006 Africa Paradis, una sátira sobre la inmigración.

## Vida
Después de vivir en Francia durante veinte años y experimentar la falta de papeles interesantes ofrecidos a los actores negros en el país, decidió hacer sus propias películas. En África Paradis, la política de inmigración se da la vuelta; las fortunas económicas de Europa y África se invierten, por lo cual, los inmigrantes luchan por ingresar a África desde Europa. La película anticolonial de Amoussou, The African Storm (2017), recibió una entusiasta recepción del público en el Festival Panafricano de Cine y Televisión de Uagadugú, así como el premio Golden Stallion del festival de Yennega.

## Filmografía
- Africa Paradis (2006)
- Un pas en avant - Les dessous de la corruption (One Step Forward - the bottom of corruption) (2011)
- L'Orage africain: Un continent sous influence (The African Storm) (2017)